# Giulia Guerrini
Giulia Danielle Guerrini Genusi (* 4. September 1996 in Mailand) ist eine italienische Schauspielerin und Sängerin, die vor allem durch ihre Rollen als Rebecca Guglielmino und Chiara Callegri in den Disney-Channel-Serien Alex & Co. bzw. BIA internationale Bekanntheit erlangte.

## Biografie
Guerrini wurde am 4. September 1996 in Mailand geboren. Ab ihrem 11. Lebensjahr nahm sie Schauspiel- und Gesangsunterricht in Italien. Sie begann ihre künstlerische Laufbahn durch die Teilnahme an mehreren Theaterstücken in Mailand und Rom, alle unter der Regie von Luca Spinelli.
Im Jahr 2014 wurde bekannt, dass sie Teil des Cast der Disney-Channel-Serie Alex & Co. wird. In ihrer ersten Rolle im Fernsehen war sie als Rebecca Guglielmino. Anfangs war Guerrini dabei als wiederkehrender Nebencharakter, mit Beginn der dritten Staffel wurde die Rolle der Rebecca Teil des Hauptcasts, ebenso in der vierten Staffel. Auch im Spin-Off Radio Alex war Guerrini wieder als Rebecca zu sehen. 2016 wirkte sie am Soundtrack mit dem Titel „We Are One“ mit und wurde im selben Jahr als Gesandte für Italien zu den Radio Disney Music Awards eingeladen.
Um die Rolle der Hauptfigur Barbara Petersoli in der die spanische Serie Mónica Chef zu übernehmen, zog sie 2017 nach Madrid, wo sie fließend Spanisch sprechen lernte. Zudem war sie auf dem gleichnamigen Soundtrack der Serie zu hören. Im Mai 2018 zog sie nach Buenos Aires, um Chiara Callegri in der Hauptbesetzung der Disney Channel-Telenovela BIA zu spielen. Die zwei Staffeln umfassende Serie wurde 2019 und 2020 ausgestrahlt. 2021 folgte das Fernsehspecial Bia: Un mundo al revés, in dem sie wieder Chiara Callegri verkörperte. Das Special wurde am 19. Februar 2021 exklusiv auf der Streaming-Plattform Disney+ veröffentlicht. Für ihre Darstellung im Special wurde sie 2021 bei den mexikanischen Kids' Choice Awards in der Kategorie Lieblingsschauspielerin nominiert.
Im gleichen Jahr wurde der Dreh der Serie Sommer im Cielo Grande für Netflix bestätigt, in der sie neben Schauspielern wie u. a. Pilar Pascual, Luan Brum und Guido Messina als Natasha Rossi in der Hauptbesetzung mitwirkt. Die 1. Staffel der Serie wurde am 16. Februar 2022 weltweit veröffentlicht.

### Privates
Privat führt Guerrini eine Beziehung mit Guido Messina. Beide lernten sich bei den Dreharbeiten zu Bia kennen.

## Werk

### Fernsehen
- 2015–2017: Alex & Co. (Fernsehserie, 55 Episoden + 4 Spezialfolgen)
- 2015–2016: Radio Alex (Fernsehserie)
- 2017: Mónica Chef (Fernsehserie)
- 2019–2020: BIA (Fernsehserie, 120 Episoden)
- 2021: Bia: Un mundo al revés (Fernsehspecial)
- 2022: Sommer im Cielo Grande (Fernsehserie, 11 Episode)

### Theater
- 2010: Alice im Wunderland (Regie: Luca Spinelli)
- 2012: Aladdin (Regie: Luca Spinelli)
- 2013: Quando si scambiano le feste (Regie: Luca Spinelli)
- 2014: Die Reise nach Palermo (Regie: Luca Spinelli)
- 2015: Der kleine Horrorladen (Regie: Luca Spinelli)

## Auszeichnungen
| Jahr | Auszeichnung               | Kategorie               | Für                    | Resultat  |
| ---- | -------------------------- | ----------------------- | ---------------------- | --------- |
| 2021 | Kids' Choice Awards México | Lieblingsschauspielerin | Bia: Un mundo al revés | Nominiert |